# Condado de Boyd (Nebraska)
El condado de Boyd (en inglés: Boyd County), fundado en 1891 y con su nombre en honor al gobernador James E. Boyd, es un condado del estado estadounidense de Nebraska. En el año 2000 tenía una población de 2.438 habitantes con una densidad de población de 2 personas por km². La sede del condado es Butte aunque la ciudad más grande es Spencer.

## Geografía
Según la oficina del censo el condado tiene una superficie total de 1412 km² (545,2 mi²), de los que 1399 km² (540,2 mi²) son tierra y 13 km² (5 mi²) (0,83%) son agua.

## Condados adyacentes
- Condado de Charles Mix - este
- Condado de Knox - sureste
- Condado de Holt - sur
- Condado de Rock - suroeste
- Condado de Keya Paha - oeste
- Condado de Gregory - noroeste

## Demografía
Según el censo del 2000 la renta per cápita media de los habitantes del condado era de 26.075 dólares y el ingreso medio de una familia era de 32.000 dólares. En el año 2000 los hombres tenían unos ingresos anuales 20.859 dólares frente a los 17.688 dólares que percibían las mujeres. El ingreso por habitante era de 13.840 dólares y alrededor de un 15.20% de la población estaba bajo el umbral de pobreza nacional.

## Ciudades y pueblos
- Anoka
- Bristow
- Butte
- Gross
- Lynch
- Monowi, Nebraska
- Naper
- Spencer

## Espacios naturales protegidos
Forma parte del Missouri National Recreational River y del refugio nacional de vida salvaje de Karl E. Mundt que se extiende por el sur del estado de Dakota del Sur.